# Eetstokjes

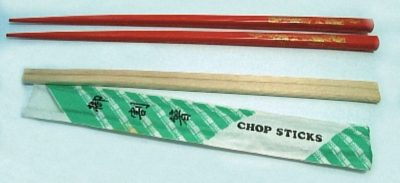
Eetstokjes van hout en plastic

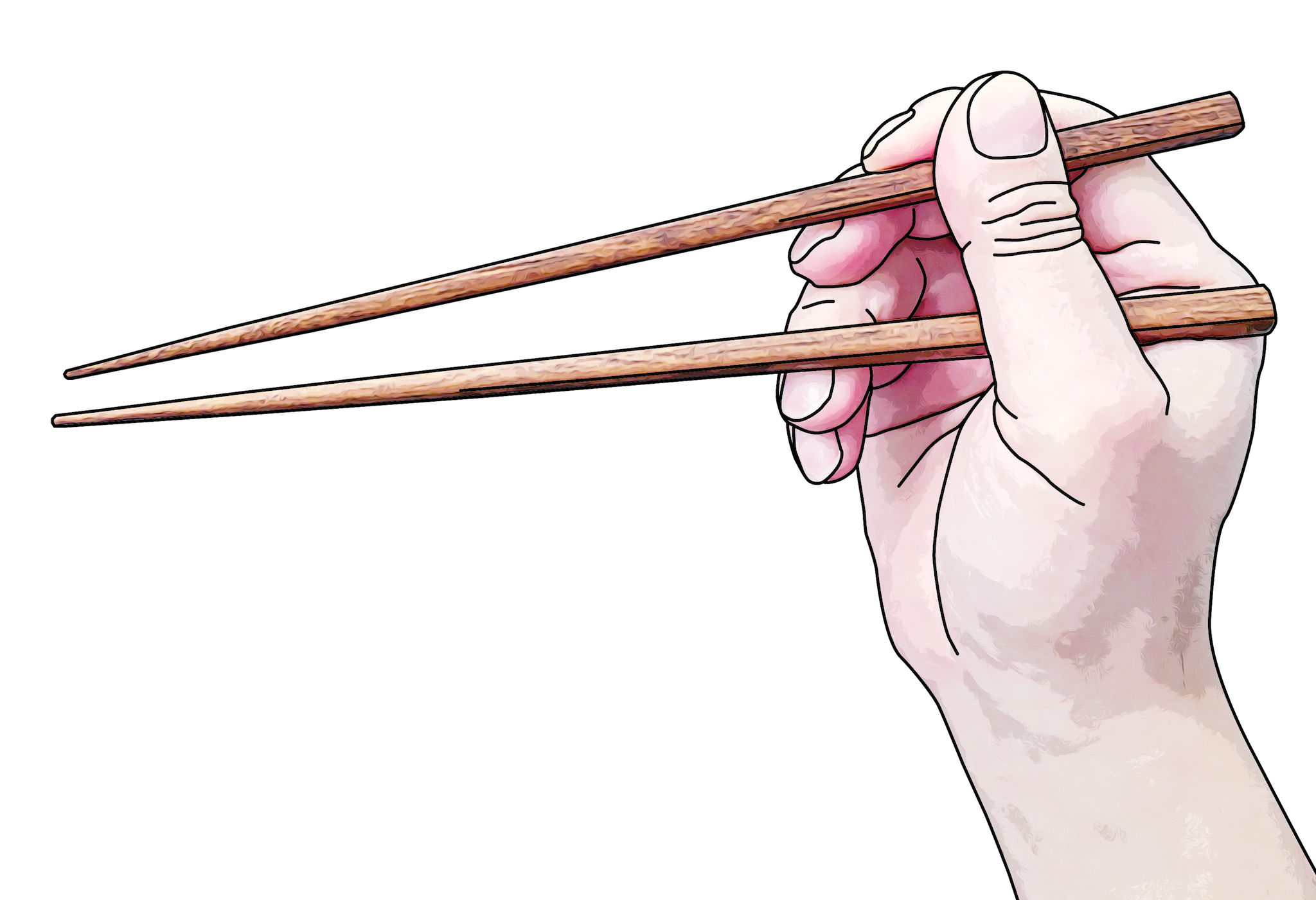
Gebruik van eetstokjes - dicht

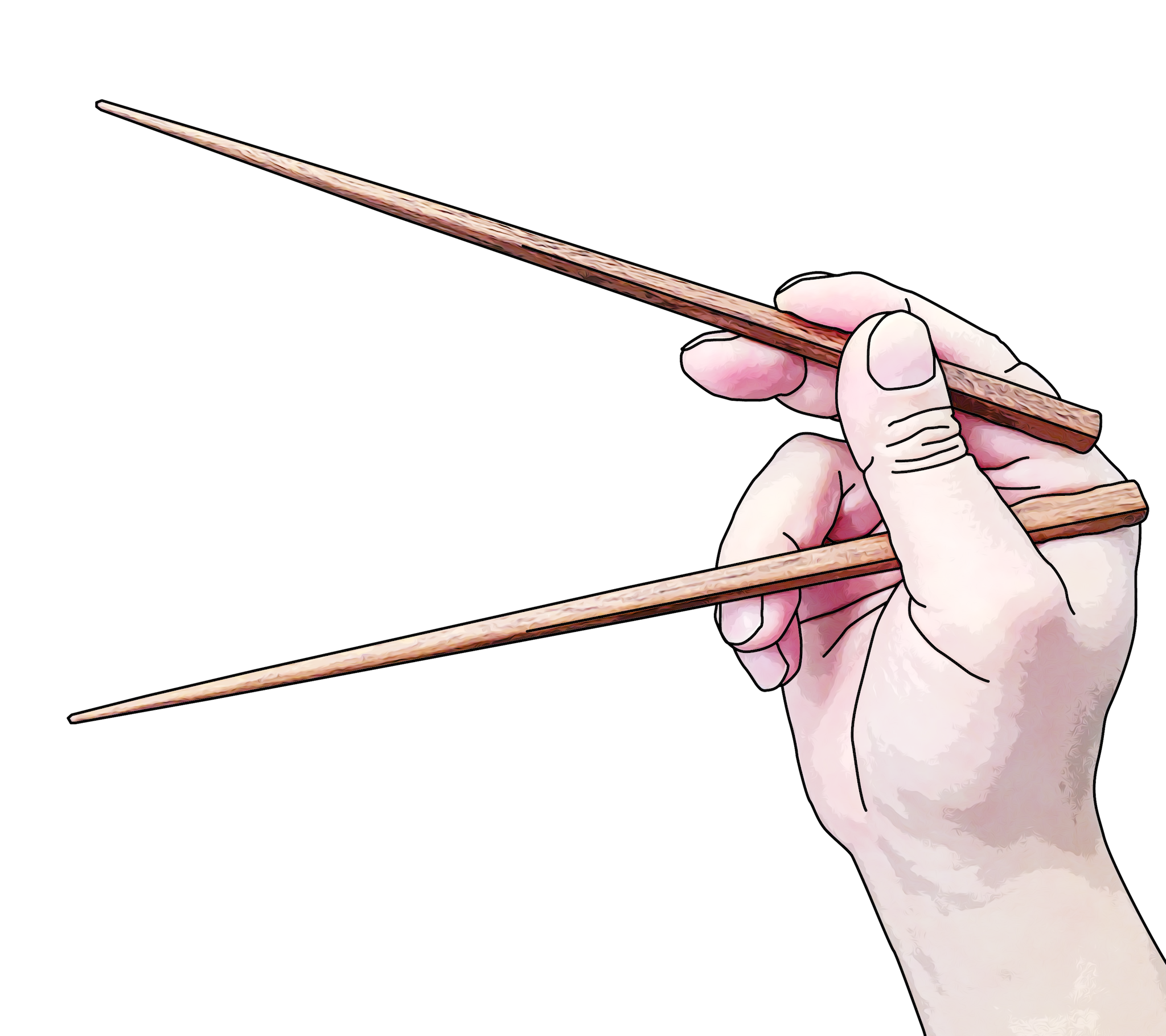
Gebruik van eetstokjes - open

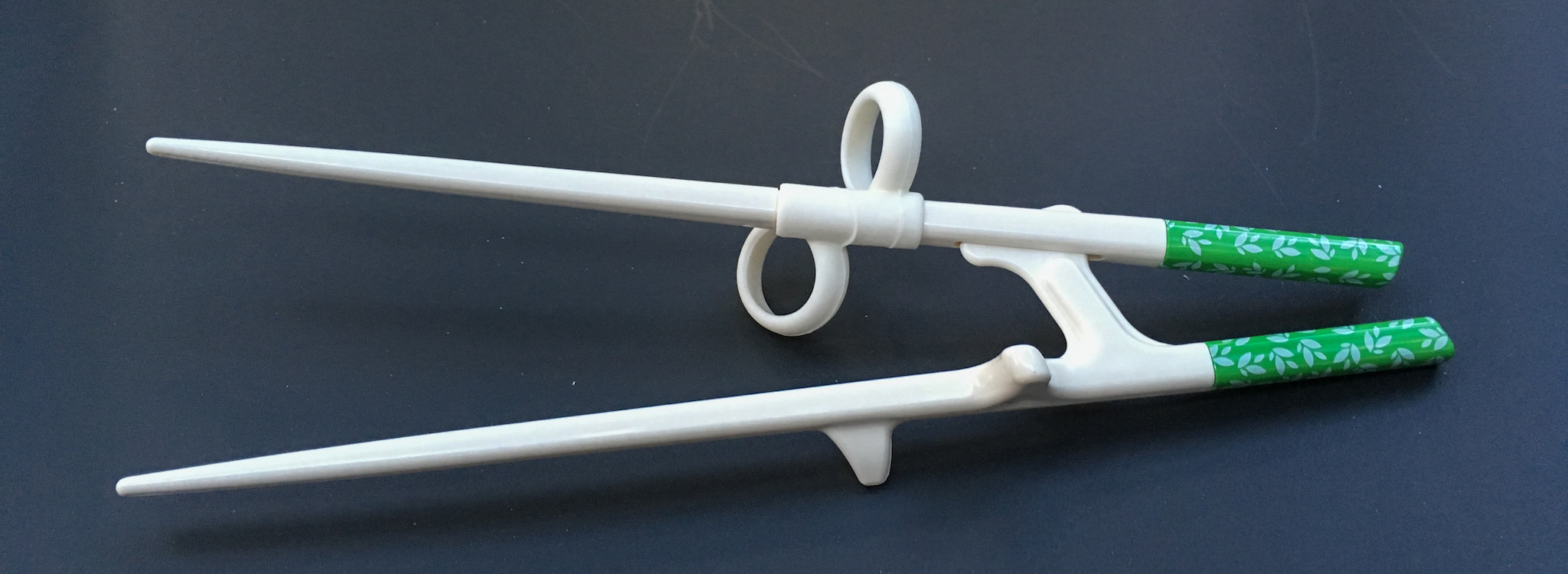
Eetstokjes om het gebruik te oefenen

Eetstokjes of kortweg stokjes zijn het traditionele eetgerei van veel Aziatische landen: China, Japan, Korea, Vietnam en Mongolië. Het zijn twee dunne, even lange stokjes (23 tot 26cm lang), die met één hand worden vastgehouden en waarmee met een scharende beweging het eten, vanuit een kom of vanaf een bord, naar de mond wordt gebracht.  

## Materiaal
Meestal zijn eetstokjes gemaakt van hout of bamboe, maar soms ook van keramiek, ivoor of van been. In Korea zijn de stokjes meestal van metaal. Het gebruik van kunststof eetstokjes neemt steeds meer toe. 

## Gebruik
De afbeeldingen tonen de standaardmethode om de stokjes te gebruiken; er zijn een groot aantal andere grepen. Met eetstokjes kan heel precies geselecteerd worden wat men wil eten; het is zelfs mogelijk één enkele rijstkorrel uit een kom te halen. 

## Rangschikking op tafel
Omdat hoofdgerechten worden gedeeld met de andere disgenoten, worden zij meestal, geserveerd op borden of schalen, in het midden van de tafel geplaatst. Iedere disgenoot heeft voor zich een eigen eetkommetje waarin rijst wordt geschept. De hoofdgerechten worden meestal rechtstreeks met de eetstokjes vanaf de centraal geplaatste borden en schalen genomen. 

## Eten van rijst
De rijst wordt vaak, met het eigen eetkommetje tegen de lippen gehouden, met de eetstokjes in de mond geschoven. Het is evenwel netter om het kommetje op tafel te laten staan en met de eetstokjes een pluk rijst naar de mond te brengen. Het is ook daarom dat in de culturen waar men rijst met eetstokjes eet, de gebruikte rijstsoort enigszins kleverig is.

## Passende voorbereiding van gerechten in de keuken
Doordat een eetstokje uiteraard niet geschikt is als snijgereedschap worden veel ingrediënten voorgesneden alvorens bereid te worden. Eten aan tafel snijden wordt in de Chinese en andere Oost-Aziatische culturen als 'not-done' beschouwd; een mes wordt als een wapen gezien en wapens horen niet aan tafel. Het voordeel van het in kleinere stukjes snijden van de ingrediënten is dat daardoor het roerbakken als bereidingswijze mogelijk gemaakt wordt, waardoor kooktijden verkort worden en daarmee ook energie bespaard wordt. 

## Wegwerpeetstokjes
Het gebruik van houten wegwerp-eetstokjes, zoals deze veel in Japan worden gebruikt, is een van de belangrijkste oorzaken van ontbossing. Vanaf april 2006 heft de Chinese regering vijf procent belasting op eetstokjes om de aanschaf en het weggooien ervan te ontmoedigen. Elk jaar worden namelijk vijftien miljard paar gebruikt. Voor de productie daarvan is 1,3 miljoen kubieke meter bamboe/hout per jaar nodig.